# Dislocazione (cristallografia)

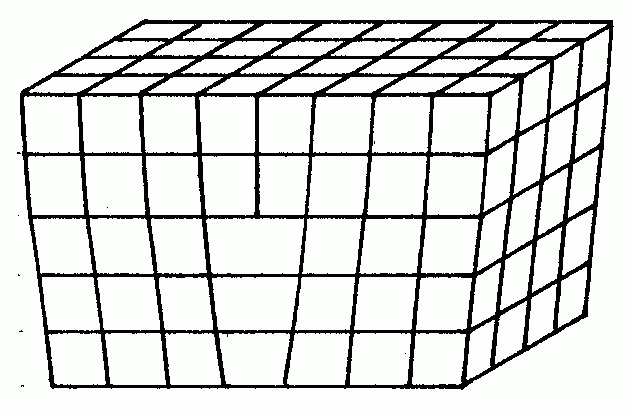
Dislocazione a spigolo.

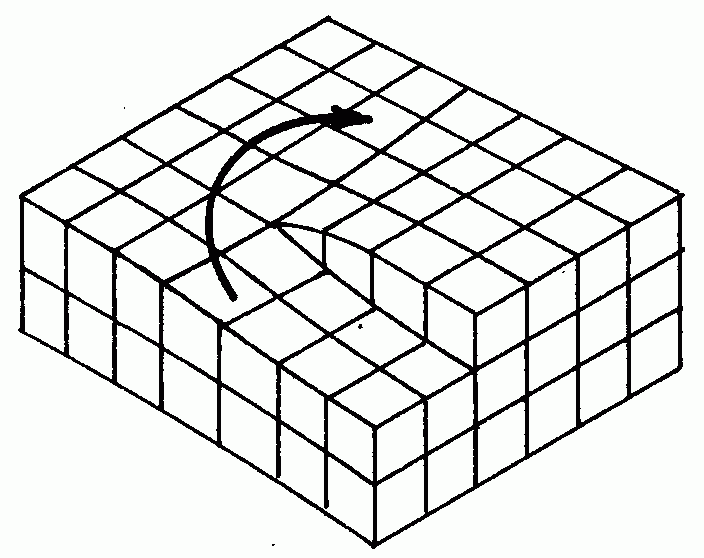
Dislocazione a vite.

Una dislocazione è un difetto in una struttura cristallina che si estende lungo una linea. A differenza dei difetti puntiformi, è in effetti un difetto esteso. Come detto, una dislocazione è più precisamente un difetto lineare di una struttura cristallina.
Ci sono due tipi principali di dislocazione:
- dislocazione “a spigolo” (nota anche col termine in inglese edge dislocation e col termine dislocazione a cuneo);
- dislocazione “a vite” (nota anche col termine in inglese screw dislocation).

Questa distinzione è formale: le dislocazioni nei solidi cristallini reali raramente sono puramente a spigolo o puramente a vite, ma hanno entrambe le forme (dislocazione mista o, in inglese,  mixed dislocation).
La presenza di dislocazioni influenza notevolmente molte proprietà dei materiali reali.

## Il movimento e la moltiplicazione di una dislocazione
Fino agli anni venti del Novecento una delle sfide più basilari della scienza dei materiali era ancora spiegare cosa succede nel materiale nella fase di deformazione plastica, come avviene nei metalli duttili come il rame, negli acciai dopo lo snervamento, e oggi nella plastica. 
I valori sperimentali dello sforzo di taglio che fa scivolare in un materiale cristallino un piano cristallino sono tra i 0,5 e i 10 MPa. Un primo tentativo di spiegarlo teoricamente è stato la semplice legge per lo sforzo di taglio:
{\displaystyle \tau _{m}={\frac {G}{2\pi \ }}={\frac {G}{6.28}}\,}
dove G è il modulo di elasticità tangenziale. 
Dato che nei metalli quest'ultimo varia tra 20  e 150  GPa, sembrava difficile conciliare i valori di sforzo che risultano da questo calcolo con quelli sperimentali, che sono di vari ordini di grandezza più piccoli.
Nel 1934 Orowan, Polanyi e Taylor, quasi contemporaneamente, capirono che la deformazione plastica può essere spiegata ipotizzando il movimento di difetti lineari: si chiamava la teoria delle dislocazioni. 
Le dislocazioni possono muoversi se gli atomi, da uno dei piani confinanti, rompono i loro legami e si ricongiungono con gli atomi dello spigolo della dislocazione. 
Uno scenario semplificato dimostra subito che se la forza corrisponde a quella richiesta per muovere una dislocazione, lo strappo è possibile con una tensione minore di quella in un cristallo perfetto (da qui deriva la caratteristica malleabilità di un metallo).
Nel 1950 poi, Frank e Read arrivarono contemporaneamente e indipendentemente a spiegare il fenomeno dell'incrudimento (cioè l'irrigidimento), come moltiplicazione e propagazione nei piani di scorrimento delle dislocazioni a partire da alcune particolari sorgenti, da allora dette sorgenti di Frank-Read, dato che l'articolo che le rese note aveva come autori entrambi.
La dislocazione, sottoposta a puro taglio, scorre preferibilmente lungo un piano che passa per essa ed è perpendicolare al vettore di Burgers. Il piano nelle condizioni più favorevoli coincide con quello di massima densità atomica. I sistemi di piani e direzioni di massimo addensamento atomico sono sul piano microscopico il corrispettivo dei sistemi di scorrimento.
Mentre due dislocazioni di opposta orientazione, quando si incontrano, si annullano tra loro, una singola dislocazione non può sparire.
Quando la dislocazione incontra particelle di fase diversa dalla matrice, può superarle con meccanismi diversi, che dipendono dal tipo di dislocazione, dalla temperatura, dallo sforzo applicato, e dalle caratteristiche del reticolo:
- meccanismo di Orowan: per dislocazioni lineari che devono superare due o più particelle;
- per salto: per dislocazioni lineari che si scontrano con atomi interstiziali o con vacanze;
- per scorrimento deviato: una dislocazione elicoidale si sposta su un piano parallelo a quello originario;
- una dislocazione può addirittura tagliare una particella se vi è una continuità del piano di scorrimento (particella coerente con la matrice);
- al limite la dislocazione si blocca contro la particella dando avvio a un impilamento.

In un materiale sottoposto a deformazione a freddo (cioè a temperatura minore di quella di ricristallizzazione) le dislocazioni aumentano grazie al meccanismo di Frank-Read: nascono delle dislocazioni anulari a partire da una dislocazione lineare con estremi fissi. 
Il graduale aumento di densità delle dislocazioni rende più difficile il loro movimento e quindi porta a un incrudimento del materiale. 
Questo incrudimento, se indesiderato, può essere eliminato con il trattamento termico di ricottura.